# Aoplus ruficeps
Aoplus ruficeps là một loài tò vò trong họ Ichneumonidae.